# Ephesia praegnax
Ephesia praegnax là một loài bướm đêm trong họ Noctuidae.